# Publius Decius Mus (consul en -340)
Pour les articles homonymes, voir Publius Decius Mus.
Publius Decius Mus est un Romain célèbre par son dévouement, qui alla jusqu'au sacrifice de sa vie.

## Biographie
En 343 av. J.-C., lors de la première guerre samnite, étant tribun militaire, Publius Decius Mus sauva le consul Aulus Cornelius Cossus Arvina qui s'était laissé enfermer par les Samnites dans les gorges de Saticule. Il fut élu consul trois ans plus tard.
En 340 av. J.-C., dans une bataille qu'il livra aux Latins à Veseris, près du Vésuve, avec son compagnon d'arme  Titus Manlius Imperiosus Torquatus, il se voua aux dieux infernaux (devotio) afin d'assurer la victoire aux Romains, et se jeta au milieu des rangs ennemis où il périt percé de coups.
Decius eut un fils et un petit-fils qui, dit-on, imitèrent son sacrifice, le premier à la bataille de Sentinum, livrée aux Gaulois et aux Samnites, 295 av. J.-C. ; le second à la bataille d'Asculum, dans la guerre contre Pyrrhus en 279 av. J.-C.